# Fons Schobbers
Fons Schobbers (Venlo, 27 september 1947) is een Nederlands beeldend kunstenaar. 
Hij studeerde in 1971 af aan de Academie voor Industriële Vormgeving in Eindhoven. Na een paar jaar te hebben gewerkt als productdesigner koos hij in 1974 voor het zelfstandig kunstenaarschap. Daarmee koos hij voor de vrijheid om als zelfstandige met kunst zijn brood te verdienen. In de beginfase maakte hij figuratief werk (torso’s, portretten) en langzamerhand werden zijn producten steeds abstracter en steeds groter. Hij werkt in marmer, polyester, hout, brons en staal.
Meer dan 25 jaar was hij een paar uur per week begeleider beeldhouwen aan de Vrije Academie in Venlo.
- Gemeinsame Normdatei: 119202190
- International Standard Name Identifier: 0000 0000 7859 3310
- Library of Congress Control Number: nr94011263
- Nederlandse Thesaurus van Auteursnamen: 109519485
- RKD-Nederlands Instituut voor Kunstgeschiedenis: 70822
- Union List of Artist Names: 500346383
- Virtual International Authority File: 9725585
- WorldCat: E39PBJvmJ3JHK3vTcGy3mxVgrq